# Bezirk Dauba
Der Bezirk Dauba (tschechisch: Okresní hejtmanství Dubá, politický okres Dubá) war ein Politischer Bezirk im Königreich Böhmen. Der Bezirk umfasste Gebiete in Nordböhmen im Liberecký kraj bzw. Ústecký kraj (Okres Česká Lípa bzw. Okres Litoměřice). Sitz der Bezirkshauptmannschaft war die Stadt Dauba (Dubá). Das Gebiet gehörte seit 1918 zur neu gegründeten Tschechoslowakei und ist seit 1993 Teil Tschechiens.

## Geschichte
Die modernen, politischen Bezirke der Habsburgermonarchie wurden 1868 im Zuge der Trennung der politischen von der judikativen Verwaltung geschaffen.
Der Bezirk Dauba wurde 1868 aus den Gerichtsbezirken Dauba (tschechisch: soudní okres Dubá) und Wegstädtl (Štěti) gebildet.
Im Bezirk Dauba lebten 1869 30.391 Personen, wobei der Bezirk ein Gebiet von 7,5 Quadratmeilen und 70 Gemeinden umfasste.
1900 beherbergte der Bezirk 26.413 Menschen, die auf einer Fläche von 430,44 km² bzw. in 68 Gemeinden lebten.
Der Bezirk Dauba umfasste 1910 eine Fläche von 430,44 km² und eine Bevölkerung von 25.392 Personen. Von den Einwohnern hatte 1910 931 Tschechisch und 24.379 Deutsch als Umgangssprache angegeben. Des Weiteren lebten im Bezirk 82 Anderssprachige oder Staatsfremde. Zum Bezirk gehörten zwei Gerichtsbezirke mit insgesamt 68 Gemeinden bzw. 70 Katastralgemeinden.